# Jamkhed
Jamkhed là một thị trấn thống kê (census town) của quận Ahmadnagar thuộc bang Maharashtra, Ấn Độ.

## Địa lý
Jamkhed có vị trí 18°43′B 75°19′Đ / 18,72°B 75,32°Đ Nó có độ cao trung bình là 590 mét (1935 feet).

## Nhân khẩu
Theo điều tra dân số năm 2001 của Ấn Độ, Jamkhed có dân số 27.691 người. Phái nam chiếm 52% tổng số dân và phái nữ chiếm 48%. Jamkhed có tỷ lệ 69% biết đọc biết viết, cao hơn tỷ lệ trung bình toàn quốc là 59,5%: tỷ lệ cho phái nam là 76%, và tỷ lệ cho phái nữ là 63%. Tại Jamkhed, 14% dân số nhỏ hơn 6 tuổi.